# Vera Cruz (película)
Vera Cruz (o en su título hispano, Veracruz) es una popular película estadounidense del género western. Rodada en 1954 bajo dirección de Robert Aldrich, contó con un extenso plantel de estrellas de Hollywood, algunas veteranas y otras emergentes, encabezado por Gary Cooper y Burt Lancaster. Los secundaron, entre otros, Denise Darcel, Cesar Romero, Ernest Borgnine, un joven Charles Bronson y la española Sara Montiel en su primera incursión en el cine norteamericano. 
La película se ambienta en 1866 y narra las aventuras que viven en México dos cazafortunas (Cooper y Lancaster) cuando son contratados para escoltar un cargamento de oro destinado al emperador Maximiliano I. El oro es también ansiado por la facción juarista que lucha contra el emperador. 
La película se puede incluir en el género del «western crepuscular». Los valores tradicionales asociados al oeste (fortaleza, honradez e ideales) son reemplazados por la picaresca y la codicia. Los dos protagonistas saben que viven el final de una época y dejan caer comentarios irónicos y de humor. Muchos de los personajes son astutos y ambiguos; se engañan entre ellos y solo buscan el propio beneficio. Carecen, en su mayoría, de la honradez asociada a los héroes clásicos del western. Este enfoque pesimista o de crisis, unido a una violencia inusual en el cine de la época, justifican que la película Vera Cruz influyese en Sergio Leone y sea considerada un preludio del género del «spaghetti western» de los años 60.

## Argumento
En 1866 la Guerra de Secesión, que azotó Estados Unidos, ha terminado en el año anterior. Ben Traine, un ex-confederado que ha perdido todo en esa guerra, se va a México para buscar ganar una fortuna con la esperanza de recuperar lo que ha perdido a causa de ese conflicto. Allí se encuentra con Joe Erin, otro cazafortunas. Ambos y otros que van con ellos, 15 en total, son posteriormente contratados por Maximiliano I para escoltar a una mujer importante, la condesa Marie Duvarre, a la ciudad portuaria de Veracruz por 50.000 dólares después de que estuviese convencido personalmente de sus grandes habilidades con las armas de fuego, que poseían y que son superiores a las armas mexicanas. 
Ellos aceptan, pero ambos se dan cuenta por el camino de que el carruaje que lleva a la condesa, a la que escoltan junto con un grupo de leales de Maximiliano I, tiene sobrepeso. Investigando esa rareza, ellos descubren que el carruaje tan pesado está lleno de oro por valor de 3 millones de dólares destinado para contratar a mercenarios en Europa para poder salvar a Maximiliano I de los Juaristas, que luchan contra el emperador para derrocarlo. Adicionalmente descubren que la facción juarista también sabe del oro y quieren por ello cogerlo también a toda costa para financiar su causa y debilitar también de forma decisiva al emperador.
Ambos están decididos a robar el oro para sí. También la mujer que lo escolta lo quiere. Finalmente los guardias leales se dan cuenta de las conspiraciones y huyen con el oro a Veracruz dejando a ellos atrás. Por ello ambos y los demás deciden juntarse luego con los juaristas, que aparecen más tarde, para obtener el oro y los juaristas, conscientes de la superioridad de las armas que poseen, acceden a recibir su ayuda a cambio de darles 100.000 dólares de ese botín que todos anhelan.
Juntos atacan Veracruz y, tras una cruenta batalla, ellos vencen a las tropas del emperador y consiguen entrar en la ciudad. Allí los cazafortunas recuperan el oro. Sin embargo, a causa de la codicia, ellos empiezan a matarse por él. Finalmente solo quedan Trane y Erin y, en un duelo a muerte, Trane lo mata para luego darles el oro a los juaristas a cambio de esos 100.000 dólares, siendo consciente de que ya tiene suficiente dinero para lo suyo además de rechazar la vida codiciosa de los demás, que los llevó a esa matanza entre sí, para también empezar un romance con una chica juarista y leal a la causa llamada Nina, que conoció por el camino cuando actuaba como agente secreto de los juaristas.

## Reparto
- Gary Cooper - Ben Trane
- Burt Lancaster - Joe Erin
- Denise Darcel - Condesa Marie Duvarre
- Cesar Romero - Marqués Henri de Labordere
- Sara Montiel - Nina
- George Macready - Emperador Maximiliano
- Ernest Borgnine - Donnegan
- Morris Ankrum - General Ramírez
- Henry Brandon - Capitán Danette
- Charles Bronson - Pittsburgh (como Charles Buchinsky)
- Jack Lambert - Charlie
- Jack Elam - Tex
- James McCallion - Little-Bit
- James Seay - Abilene
- Archie Savage - Ballard
- Charles Horvath - Reno
- Juan García - Pedro

## Producción
La película fue filmada completamente en locaciones en México. Fue también la primera película emitida en formato "Superscope" y, durante el rodaje de ella, Gary Cooper y Sara Montiel tuvieron un romance. La banda sonora instrumental fue compuesta por Hugo Friedhofer.

## Recepción
El filme obtuvo relevante éxito comercial; habiendo costado 1,6 millones de dólares, recaudó 5 millones tan solo en Estados Unidos, y su resultado global se estima en más de 11 millones. Adicionalmente Veracruz tiene un interés especial para el cine español porque lanzó a la joven actriz española Sara Montiel como nueva estrella en Hollywood. De hecho, los títulos de crédito que abren la película dicen: «introducing Sarita Montiel» («presentando a Sarita Montiel»). Aunque la actriz principal del reparto era la rubia Denise Darcel y no Sara, en realidad esta última gana protagonismo a medida que la película avanza, y en la escena final Sara se reencuentra con Gary Cooper.
Finalmente la película se convirtió en el precursor de los espaguetti western.